# 새만금군산경제자유구역청
새만금군산경제자유구역청(새萬金群山經濟自由區域廳, Seamangeum Gunsan Free Economic Zone Authority, SGFEZA)은 고군산군도를 중심으로 미래형 신산업과 국제해양관광레저산업을 집중 육성하기 위하여 설립한 전북특별자치도청 소속 출장소 형태 기관으로 3년 임기 새만금군산경제자유구역청장은 1급 상당(지방관리관 또는 개방형 1호)지방공무원으로 보한다. 총 73인으로 구성하며, 전북특별자치도 군산시 새만금북로 466(오식도동)에 있었다.
새만금개발청이 신설되면서 자유구역청은 폐지되었으나 경제자유구역은 유지되다가, 2018년에 폐지되고 대신 새만금 특별법으로 새만금에 대한 경제특례를 일원화하였다.

## 연혁
- 2008년 8월 28일 새만금군산경제자유구역청 개청
- 2013년 10월 4일 새만금군산경제자유구역청 폐지

## 조직

### 새만금군산경제자유구역청장

##### 기획조정부
- 기획조정팀
- 행정지원팀
- 홍보팀

#### 산업본부

##### 산단개발부
- 개발계획팀
- 산단개발팀
- 기반시설팀

##### 산업유치부
- 투자기획팀
- 투자유치팀

##### 기업지원부
- 기업지원팀
- 토지정보팀
- 건축지원팀
- 환경보건팀

#### 관광본부

##### 관광개발부
- 관광기획팀
- 관광사업팀(새만금TF팀)

##### 관광산업부
- 관광유치팀
- 고군산개발팀(고군산TF팀)

## 역대 청장
새만금군산경제자유구역청